# 河口光唇鱼
河口光唇鱼（学名：Acrossocheilus krempfi）为輻鰭魚綱鲤形目鲤科光唇鱼属的鱼类，俗名草鲮。在中国，分布于元江水系、澜沧江水系等，多生活于江河缓流处。

## 扩展阅读
維基物種上的相關：河口光唇鱼